# ウィキメディア・ウクライナ
ウィキメディア・ウクライナ (Wikimedia Ukraine) は、ウィキメディア財団のウクライナにおける国別協会である。協会は2009年5月31日に設立された。この日に最初の年次総会が開催され、理事が選出された。
2009年7月3日、ウィキメディア財団はウィキメディア・ウクライナを国別協会として認可した。
2009年7月13日、ウィキメディア・ウクライナはウクライナ司法省から組織登録証明を受けた。

## 経営委員会
2024年10月年現在の委員会メンバー:
- Ilya Korniyko (会長)
- Mykola Kozlenko (会計)
- Bohdan Melnychuk (事務局長)
- Anton Obozhyn (副会長)
- Mariana Senkiv
- Valentyn Nefedov
- Vyacheslav Mamon